# Meekatharra
Meekatharra es un pueblo situado en el estado de Australia Occidental, a unos 776 kilómetros de la capital estatal Perth y a unos 3900 kilómetros de la capital del país Canberra. Fue fundado sobre la década de 1890, y según el censo de 2006, en él vivían 798 habitantes de los cuales el 44.1% eran aborígenes.

## Toponimia
Meekatharra es una palabra de los indígenas australianos que significa «lugar de poca agua».

## Clima
El clima es cálido y seco. Las precipitaciones anuales están entre 200 y 500 milímetros. Los meses más secos del año son desde agosto hasta noviembre.